# 沈南金
沈南金（1474年—1552年），字子輕，浙江杭州府钱塘县人，明朝政治人物。

## 生平
治《易經》，正德五年（1510年）浙江鄉試第十七名舉人，曾任江西萬載縣學教谕，年四十歲中式嘉靖二年（1523年）癸未科會試第三百八十九名，第三甲第二百四十三名進士。嘉靖十一年任广东廉州府知府，十二年调任江西赣州府。卒年七十九。

## 家族
曾祖沈景阳。祖父沈宗寿。父沈晙。前母朱氏，母魏氏。永感下。弟重金、鳴金、應金。